# Новосамарське
Новосама́рське — село Новодонецької селищної громади Краматорського району Донецької області, України. Населення становить 107 осіб.